# Klaus Allofs

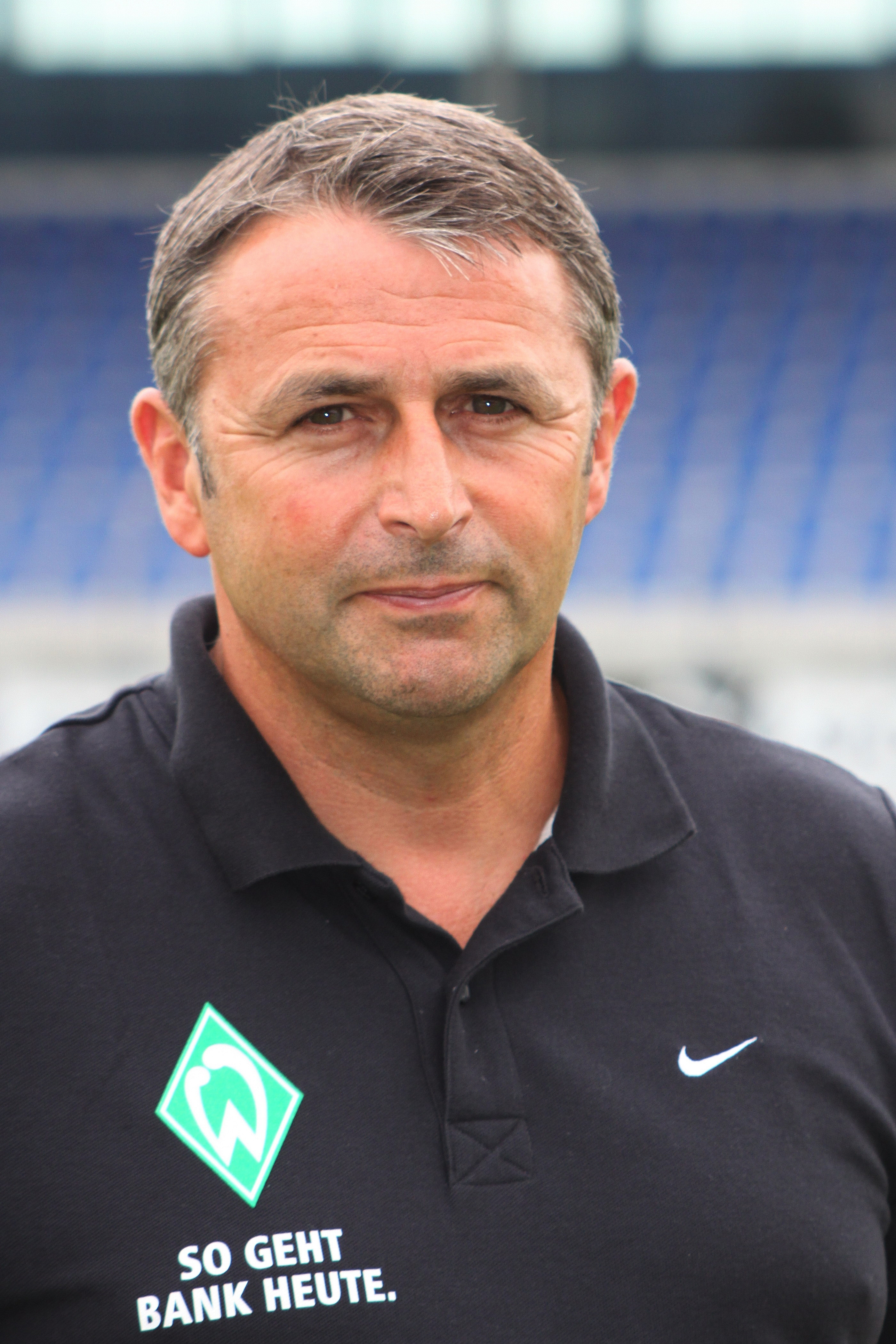
Klaus Allofs

Klaus Allofs (* 5. prosinec 1956, Düsseldorf) je bývalý německý fotbalista, který reprezentoval Německou spolkovou republiku. Hrával na pozici útočníka. Jeho bratrem je bývalý fotbalista Thomas Allofs.
V současnosti působí jako sportovní ředitel fotbalového klubu VfL Wolfsburg.
S německou reprezentací se stal mistrem Evropy roku 1980 (se třemi góly byl nejlepším střelcem závěrečného turnaje) a získal stříbrnou medaili na mistrovství světa v Mexiku roku 1986. Hrál i na evropském šampionátu 1984. Celkem za národní tým odehrál 56 utkání a vstřelil 17 gólů.
Se Werderem Brémy vyhrál Pohár vítězů pohárů (1991/92). Ve stejném poháru si v sezóně 1978/79 zahrál finále v dresu Fortuny Düsseldorf. V sezóně 1985/86 hrál finále Poháru UEFA za 1. FC Köln. S Werderem Brémy se stal mistrem Německa (1992/93), s Olympiquem Marseille mistrem Francie (1988/89). Dvakrát byl nejlepším střelcem Bundesligy (1978/79 - 22 gólů, 1984/85 - 26 gólů), jednou nejlepším střelcem Poháru UEFA (1985/86). Celkem za svou kariéru odehrál 512 prvoligových utkání a vstřelil v nich 221 branek.